# 接觸力
接觸力（Contact force）是描述一種在宏觀尺度下需要觸碰到才能展現出來的力，例如：拉力、推力、浮力、摩擦力、正向力等。但是在微觀尺度下，接觸力仍是電磁力的作用所表現出的現象。